# MAN SG 240 H
Le MAN SG 240 H est un autobus articulé construit par MAN et Göppel Bus de 1980 à 1986. Tout comme ses prédécesseurs (MAN SG 220, MAN SG 192) et son principal concurrent (Mercedes-Benz O 305 G) c'est un Autobus standard VöV (en) de première génération.

## Histoire
Le MAN SG 240 H ou SG 280 H succède au MAN SG 220 en 1980. Ce véhicule est destiné à concurrencer le Mercedes-Benz O 305 G, il possède un moteur à l'arrière, ce qui permet d'abaisser le plancher par rapport aux modèles précédents. MAN assume seul, pour la première fois, la production de cet autobus articulé mais fait cependant appel à Göppel Bus et propose une version 16,500 m et 18 m.
Seuls 400 exemplaires ont été produits, soit moins que son concurrent mais très correct pour MAN. La plus grosse commande est de 65 véhicules pour la ville d'Augsbourg.
Vers 1985, le MAN SG 242 H, Autobus standard VöV (en) de seconde génération, apparaît et la production du SG 240 H cesse en 1986.

## Caractéristiques techniques
Cet autobus possède 54 places assises.
- Longueur             = 16,500 m
- Largeur              = 2,500 m
- Hauteur              = 2,940 m
- Poids à vide         = 23,600 t
- Puissance            = 220 ch, 240 ch et 280 ch